# Kamran Mirza (Mogolprins)

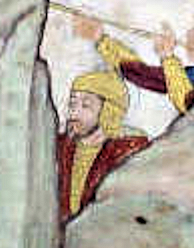
Kamran tijdens de laatste veldslag tegen zijn broer Humayun in 1553. Detail van een illustratie in de Humayunnama, rond 1597.

Kamran Mirza of Mirza Kamran (Kabul, 1509 - Mekka, 5 oktober 1557) was een prins uit het huis van de Timoeriden die tussen 1526 en 1554 Kabul en Kandahar bestuurde. Hij was de tweede zoon van Babur, de stichter van het Mogolrijk.
Kamrans moeder was Baburs vrouw Gulrukh Begum. Met deze vrouw had Babur één dochter en vier zoons, waarvan alleen Kamran en zijn volle broeder Askari de volwassenheid bereikten. Humayun, Baburs oudste zoon en opvolger, was zijn halfbroer. De cultuur van de Timoeriden was die van de Centraal-Aziatische steppe, waarin de padishah (koning of leider) als een "eerste onder gelijken" regeerde. Zoals gebruikelijk verdeelde Babur zijn rijk onder zijn zoons en gaf ze de vrijheid hun eigen gebied te besturen naar goeddunken. In 1526, tijdens Baburs campagne in India, was Kamran gouverneur van Kabul en Kandahar. Zijn oudere halfbroer Humayun vergezelde Babur naar India maar was eerder in Badakhshan aangesteld.
Na de verovering van het noorden van India stierf Babur in 1530. Kamran erkende zijn broer Humayun slechts met veel tegenzin als opvolger. In 1531 bezette hij de provincie Punjab en weigerde belasting aan Humayun af te dragen. De broers kwamen echter tot een vergelijk: Kamran behield de provincie in ruil voor de erkenning van Humayun als padishah. Kamran patroniseerde de Naqshbandi soefi's die in Kabul actief waren.
In 1539 verging het Humayun slecht in de strijd tegen de Indo-Afghaanse leider Sher Khan. Kamrans weigering militaire steun te verlenen was een van de redenen dat Humayun uit India moest vluchten en zijn rijk verloor. Daarna regeerde Kamran een aantal jaar onafhankelijk over Afghanistan. Hij weigerde Humayun en diens gevolg onderdak te bieden. In plaats daarvan gaf hij opdracht zijn broer op te sporen en gevangen te nemen. Askari hield Humayuns zoontje Akbar in gijzeling en droeg het kind later aan Kamran over.
In 1543 stelde de Perzische shah Tahmasp Humayun een leger ter beschikking, waarmee hij zijn broers aanviel. Eerst werd Askari uit Kandahar verdreven en daarna volgde de inname van Kabul. De oorlog tussen de broers was nog niet over: het lukte Kamran en Askari drie maal de stad op Humayun te heroveren. De eerste malen vergaf Humayun zijn broers, maar in 1553 liet hij Kamran ten slotte blind maken en op bedevaart naar Mekka sturen. Dit was een efficiente manier om ongewenste familieleden te verbannen. Kamran stierf in 1557 in ballingschap.